# Aleksandra Šuklar
 (septembre 2021).
Aleksandra Šuklar, née en 1991 à Novi Sad, alors en Yougoslavie, est une percussionniste de nationalité slovène.

## Jeunesse et formation
Née en 1991 à Novi Sad, en Serbie (mais à l'époque en Yougoslavie), Aleksandra Šuklar grandit dans une famille de musiciens. Son père Slavko Šuklar (sl) est en effet compositeur, sa mère Liljana Djukić Šuklar chef d'orchestre et sa sœur aînée Kristina violoniste. Aleksandra commence à étudier le violon à cinq ans, puis les percussions à onze, cette fois-ci dans la ville slovène de Velenje.
En 2010, elle commence ses études en Autriche à l'université privée de musique et d'art de Vienne (de). Elle y obtient en juillet 2014 son bachelor, puis en 2016 son master, sous la direction de Nebojša Jovan Živkovic, ; en parallèle, elle étudie à l'Académie de musique et des arts du spectacle de Vienne sous la direction de Bogdan Bacanu (en) et de Josef Gumpinger.

## Carrière
Depuis la fin de ses études en 2016, Aleksandra Šuklar joue régulièrement au sein de l’orchestre de l'Opéra d'État de Vienne, de l'Orchestre symphonique de la radio de Vienne, de l'Orchestre de chambre de Vienne, de l'orchestre du Synchron Stage Vienna (de), de l'Orchestre philharmonique slovène, de l'Orchestre symphonique RTV de Slovénie (sl), de l'Orchestre de chambre Anima Musicæ (hu), de l'Australian Chamber Orchestra, de l'Ensemble Kontrapunkte et des Solistes de Zagreb.
À partir de 2016, elle participe également à la tournée mondiale The World of Hans Zimmer. C'est le chef d'orchestre autrichien Johannes Vogel (de) qui l'a recommandée à Hans Zimmer ; ce dernier qualifie Aleksandra Šuklar de « musicienne phénoménale »,. 
Elle joue également sur la tournée Hans Zimmer live ainsi que dans plusieurs musiques de films qu'il compose.
Plusieurs radios d'Europe centrale ont également fait appel à son talent pour des enregistrements, notamment ORF en Autriche, RTV en Slovénie et HRT en Croatie.

## Prix et distinctions
Aleksandra Šuklar remporte le premier prix à deux reprises au concours national slovène en 2005 et 2008. Elle remporte le troisième prix au concours international de Riba-roja de Túria, le deuxième prix au concours international de percussion PENDIM à Plovdiv. En 2012, elle reçoit le prix de la ville de Samobor pour la meilleure interprétation de Twenty Years Later, composition d'Igor Lešnik,.
En 2016, elle est récipiendaire de la bourse Start (de) de la chancellerie autrichienne, récompensant une jeune artiste remarquanble en résidence à Vienne.
Le compositeur autrichien Tristan Schulze compose pour elle un Concerto pour marimba et orchestre qui aurait dû être créé le 30 novembre 2020 au Konzerthaus de Vienne, mais ce concert est reporté du fait de la pandémie de Covid-19.
En juin 2021, le magazine allemand de percussion Backbeat la nomme « batteur du mois ».